# مامیکونیان
مامیکونیان یا مامیکونیان‌ها (به ارمنی: Մամիկոնեան ; به لاتین: Mamikonian) در سده‌های چهارم و پنجم میلادی، که سلسله اشکانی ارمنستان بر ارمنستان فرمان می‌راندند، مقام سپاهبدی از امتیازات مامیکونیان‌ها بود و نمایندگان این خانواده بزرگ وظیفهٔ سرداری و سپاهبدی نیروهای مسلح را بر عهده داشتند.

## تاریخ

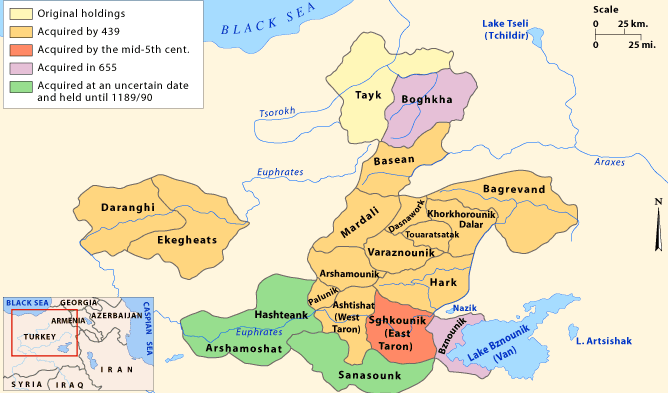
بسط، گسترش و موقعیت مامیکونیان‌ها

در ارمنستان باستان و سده‌های میانه، فرماندهٔ کل سپاه را اسپاراپت می‌نامیدند. واژهٔ اسپاراپت از دو واژهٔ پهلوی (زبان پارسی میانه) اسپه یا سپاه و پِت یا بِد ساخته شده و معادل اسپهبد و سپاهبد است. سپاهبدان ارمنستان فرمانبردار پادشاهان آن سرزمین بودند و فرمان آنان را به کار می‌بستند. سپاهبدان در تاریخ ارمنستان از پرکارترین و فداکارترین چهره‌های حکومت بودند، برقراری امنیت و آرامش و نگاه داری از مرزهای کشور در برابر دولت‌ها و اقوام نیرومند همسایه بیشتر بر دوش آنان بود و کامیابی در این کار به دلاوری، بی‌باکی و هوشمندی مامیکونیان‌ها بستگی داشت.
دودمان اشکانی ارمنستان به ویژه، پس از برافتادن شاخه اصلی اشکانیان در ایران به دست اردشیر ساسانی، در تنگنایی سخت گرفتار آمد. آنها از یک سو دولتی نیرومند و گاه هم پیمان را، که می‌توانست در برابر رومیان ایستادگی و از استقلال ارمنستان دفاع کند، از دست دادند و از سوی دیگر، با دولتی به نام ساسانیان، که اشکانیان را دشمن خود می‌شمرد، رویاروی شدند. میان دولت ساسانی از یک سو و دولت اشکانی ارمنستان و بزرگان ارمنی از سوی دیگر برخوردهای بسیاری پدید آمد که، بار سنگین این درگیری‌ها و نبردها بر دوش سپاهیان و سپاهبدان قرار داشت.
موسس خورناتسی، می‌نویسد:
«مامگو برادر پادشاه سرزمین چِن بود که به سبب ناسازگاری با برادرش با همهٔ ایل و تبار خود به ایران کوچید و به اردشیر، پسر ساسان، پناهنده شد. پادشاه سرزمین چِن نمایندگانی به دربار ایران فرستاد و خواستار بازگرداندن مامگو شد اما اردشیر نپذیرفت. در حالی که پادشاه چِن آمادهٔ جنگ می‌شد اردشیر درگذشت و پسرش، شاپور، بر تخت شاهی نشست. شاپور، مامگو را به ارمنستان فرستاد و به پادشاه چِن پیام داد که چون پدرم به نور خورشید سوگند یاد کرده بود که مامگو را بازنگرداند من نیز او را به پشت کوه قاف فرستادم که برایش برابر با مرگ است. پادشاه چِن از این پاسخ آرام گرفت و دست از جنگ کشید. پادشاه ارمنستان مامگو را پذیرفت و به او و همراهانش جایی برای زیستن داد.
با گذشت یک سده خاندان مامگو با ارمنیان پیرامون خود درآمیختند و فرایند ارمنی شدن را پیمودند و به پایان بردند. در سال‌های پایانی سدهٔ سوم و آغاز سدهٔ چهارم میلادی، آنان نیرومند و سرشناس شده بودند. در همان سال‌ها دودمانی ارمنی به نام «تسلکونی» سر به نافرمانی گذاشتند. تیرداد، به همهٔ بزرگان کشور پیام داد که هرکس سالار این دودمان را دستگیر کند و پیش او آورد سراسر قلمرو آن دودمان نافرمان را به او خواهد داد. مامگو این کار را بر عهده گرفت و با ترفندی توانست سالار آن دودمان را به زخم تیری از پای درآورد. تیرداد چون این را شنید شاد شد و به خط خود فرمانی نوشت و مامگو را به سالاری دودمان وی گماشت و آن دودمان را مامیکونیان نام نهاد.

## واچه مامیکونیان
نخستین کس از دودمان مامیکونیان، که به سپاهبدی ارمنستان رسید، واچه نام داشت. واچه، پسر آرتاوازد مامیکونیان، در زمان پادشاهی خسرو دوم بر ارمنستان (۳۳۰–۳۳۸ میلادی) سپاهبد آن کشور بود. این سپاهبد رهسپار سفری به روم شده بود. در این زمان، ماساگت‌ها، هون‌ها، آلان‌ها و دیگر اقوام کوه‌نشین قفقازی بر ارمنستان تاخته و آن را به تصرف درآورده بودند. در حدود ۳۳۵ میلادی واچه چون از روم بازگشت سپاهی گرد آورد و به جنگ مهاجمان رفت و در حمله‌ای غافلگیر کننده بر لشکر ماساگت‌ها تاخت، همه را کشت و گریزان کرد و ارمنستان را از دست آنان آزاد ساخت.
پاوستوس بوزاند دربارهٔ واچه می‌نویسد:
«زمانی که شاپور دوم، به جنگ ارمنستان آمده بود خسرو یکی از سالاران بزرگ به نام «دادابه» را به رویارویی با سپاه شاپور گسیل کرد اما دادابه از پادشاه خود روی گرداند و به شاپور دوم پیوست و سپاهیان ارمنستان را غافلگیر کرده تمامی آنان را به کشتن داد. این خبر ناگوار چون به دربار رسید خسرو؛ واچه مامیکونیان را برای تنبیه دادابه فرستاد. واچه با سی هزار تن رفت و با دادابه و سپاه شاپور جنگید و پیروز شد. خود دادابه را دستگیر کرد و پیش خسرو آورد. او را به سبب خیانت به کشور سنگسار کردند و آن فتنه را نیز فرونشاندند».
واچه مامیکونیان در جنگی که با ایرانیان درگرفت کشته شد. شاپور دوم برای به دست آوردن سرزمین‌هایی که نرسه، با پیمان صلح ۲۹۸ میلادی به رومیان واگذاشته بود از حدود ۳۳۵ میلادی عملیات نظامی خود را بر ضد رومیان آغاز کرد. ارمنستان و بین‌النهرین مهم‌ترین سرزمین‌هایی بودند که شاپور قصد گشودن آنها را داشت. در پی حمله‌ای که شاپور دوم در ۳۳۸ میلادی به ارمنستان کرد، جنگ بزرگی میان سپاهیان پارسی و ارمنی درگرفت که به کشته شدن بسیاری انجامید اما دستاورد چندانی برای شاپور نداشت. واچه مامیکونیان در این جنگ برخاک افتاد و کشته شد.

## واساک مامیکونیان
واساک مامیکونیان از حدود ۳۵۰ میلادی به مقام سپاهبدی رسید.
واساک پیش از عهده‌دار شدن مقام سپاهبدی وظیفهٔ سرپرستی آرشاک دوم، شاهزادهٔ ارمنستان، را بر عهده داشت و پس از آنکه آرشاک دوم به پادشاهی رسید، واساک را به سپاهبدی گماشت. واساک مامیکونیان توانست ارمنستان را در دشوارترین روزگاران خود، که شاهان بزرگی چون شاپور دوم و کنستانتیوس دوم، پسر کنستانتین بزرگ، در روم فرمان می‌راندند رهبری کند.
واساک از میهن پرستان پرشوری بود که بیشتر زندگی‌اش را در دفاع از کشور و رویارویی با شاه ساسانی و قیصران روم سپری کرد. گفتگوی او با شاپور دوم، از زبان پاوستوس، گویای این نکته است.
پاوستوس بوزاند این گونه روایت می‌کند:
وقتی واساک در تیسفون اسیر می‌شود شاپور او را نزد خود فرا می‌خواند و با اشاره به اندام کوچک او به وی می‌گوید:
«ای روباه! پس تو بودی آن که این همه سال ما را آزار می‌داد؟».

واساک پاسخ می‌دهد: 
«زمانی که من شمشیر به کمر داشتم در نظر تو شیر بودم و اکنون که شمشیر ندارم روباه می‌نمایم. زمانی که من واساک بودم چونان هیولایی یک پایم را بر کوهی و پای دیگر را بر کوهی دیگر می‌گذاشتم و هرگاه می‌خواستم یکی از آنها را به زمین فرو می‌بردم».

شاپور می‌پرسد:
«آنها چه کوه‌هایی بودند؟».

واساک پاسخ می‌دهد:
«یکی از آن کوه‌ها تو بودی و دیگری قیصر روم».

## موشغ مامیکونیان
موشغ یکم مامیکونیان، پسر واساک مامیکونیان، پس از پدر در ۳۶۸ میلادی سپاهبد ارمنستان شد. او نیز همانند پدرش جنگ‌های بزرگی با شاپور دوم داشت.
پاپ، پسر آرشاک دوم، بر ارمنستان بزرگ فرمان می‌راند اما بدان سبب که سیاست مستقلی پیش گرفته بود و حتی خیال مذاکره با شاپور ساسانی را داشت در ۳۷۴ میلادی در پی توطئه‌ای به دست لشکریان رومی کشته شد. با کشته شدن پادشاه بدگمانی نسبت به موشغ افزایش یافت و وارازدات، پادشاه جدید ارمنستان، به تحریک یکی از بزرگان، به نام بات ساهارونی، موشغ را متهم به دست داشتن در کشتن پاپ کرد. از این رو، نقشه‌ای چیدند و او را با حیله و فریب دستگیر کردند و کشتند.
پاوستوس بوزاند صحنهٔ کشته شدن موشغ مامیکونیان را به تصویر می‌کشد و می‌نویسد:
«وارازدات و بات ساهارونی جشنی ساختگی برپا کردند و موشق را نیز با ارج و احترام فراخواندند. موشق به آن جشن آمد اما به فرمان پادشاه ناگهان دوازده مرد بر او حمله بردند و دستگیرش کردند. موشق که همه چیز را دریافته بود با شگفتی گفت، آیا این است پاداش خدمتگزاری من و خون و عرقی که ریخته‌ام؟ کاش به هنگامی که سوار بر اسب بودم مرگ من فرا می‌رسید، اما دیگر فرصت نیافت چیزی بگوید. بات ساهارونی دشنه از کمر کشید و گلوی سپاهبد را درید و سر از تن جدا کرد. بات مردی دسیسه گر بود که پس از آن مقام سپاهبدی ارمنستان را به دست آورد».

## مانوئل مامیکونیان
مانوئل مامیکونیان، پسر آرتاشس، پس از شکست وارازدات، که پادشاه مورد حمایت رومی‌ها بود، با موافقت بزرگان ارمنستان دو کودک خردسال پاپ به نام‌های «آرشاک» و «واغارشاک» را بر تخت پادشاهی نشاند و پشتیبان مادر آنان، شهبانو زرمان‌دخت، شد و او را ارج بسیار نهاد. او موقعیت دشوار ارمنستان را در برابر خطر رومیان به خوبی درک می‌کرد و می‌دانست رومیان، که پاپ را با نیرنگ کشته بودند، برای به زانو درآوردن ارمنیان بر کوشش خود خواهند افزود؛ بنابراین، مانوئل برای دفاع از استقلال کشور از شاپور دوم یاری جست. پس از گذشت اندک زمانی، شاپور دوم درگذشت. در سال‌هایی که مانوئل رهبری کشور را در دست داشت ارمنستان بس آرام و در آسایش بود. او رابطهٔ کشورش را با اردشیر دوم و شاپور سوم بهبود بخشید و ارمنستان را زیر فرمان آنان اداره کرد. مانوئل مامیکونیان در ۳۸۵ میلادی در پی بیماری درگذشت. او در حالی که در بستر مرگ افتاده بود اختیارات دودمان مامیکونیان و مقام سرداری و سپاهبدی ارمنستان را به دامادش، آرشاک سوم، واگذاشت.

## ساهاک آسپِت باگراتونی
ساهاک دوم باگراتونی از سالاران بلندپایهٔ ارمنی بود. او در ۳۸۵ میلادی دخترش را به همسری واغارشاک، برادر آرشاک سوم، درآورد و بدین‌سان اعتبار و نفوذ بیشتری یافت. در همان سال دامادش درگذشت و میان او و پادشاه ناسازگاری افتاد. پس از تقسیم ارمنستان میان ایران و روم، اگرچه زمین‌های ساهاک باگراتونی در بخش رومی ارمنستان و جزو قلمرو آرشاک سوم بود بر آن شد تا به بخش ایرانی ارمنستان رود و به خدمت خسرو، پادشاه ارمنی، درآید. آرشاک چون این را دانست از وی دلگیر شد اما ساهاک در فرصتی مناسب با دودمان خود نزد خسرو آمد. خسرو از آمدن وی شاد شد و او را به سپاهبدی بخش ایرانی ارمنستان گمارد. او در ۳۸۸ میلادی درگذشت.

## هامازاسپ مامیکونیان
هامازاسپ یکم مامیکونیان پس از ساهاک آسپِت، مقام سپاهبدی ارمنستان بار دیگر به دودمان مامیکونیان، دارندگان اصلی آن، بازگشت. ساهاک پارتِو، رهبر دینی ارمنستان، از ورامشاپوه ‏(۳۸۹–۴۱۴ میلادی)، پادشاه ارمنستان، درخواست کرد تا دامادش، هامازاسپ مامیکونیان، را به سپاهبدی ارمنستان گمارد اما ورامشاپوه چون از شاه ایران چنین فرمانی نداشت این خواسته را نپذیرفت.
پس، ساهاک مقدس خود به دربار ایران رفت و خواست خود را به عرض شاه رسانید. شاه ایران چون می‌دانست که ساهاک مقدس از دودمان پارتیان و از تبار سورنا و گریگور روشنگر است او را ارج بسیار نهاد و خدمات نیاکان وی را به هنگام خیزش اردشیر بابکان بر ضد اشکانیان ایران یادآور شد و تمامی خواست‌های وی را برآورد. او به ورامشاپوه پیام داد که هامازاسپ را به سپاهبدی ارمنستان گمارد و دودمان مامیکونیان را تا درجهٔ پنجم دربار بالا برد و آن را در دیوان خود ثبت کند.

## وارتان مامیکونیان
نوشتار اصلی: وارتان مامیکونیان
وارتان مامیکونیان، پسر هامازاسپ و نوهٔ ساهاک کاتولیکوس، در حدود ۳۸۸ تا ۳۹۱ میلادی به دنیا آمد و در ۴۵۱ میلادی در نبرد آوارایر درگذشت.

## شوشانیک
شوشانیک مشهور به شوشانیک مقدس دختر وارتان مامیکونیان و همسر وارسکن حاکم گوگارک منطقه‌ای از ارمنستان ایران بود. وی پس از برگشتن شوهرش از مسیحیت آیین زرتشتی، برای گرویدن مجدد به آیین زرتشتی تحت فشار قرار گرفت و پس از تحمل چندین سال شکنجه و آزار و اذیت توسط وی به قتل رسید. کشته شدن وی باعث بروز شورش در ایبریای قفقاز، آلبانیای قفقاز و ارمنستان ایران به ضد حکومت ساسانی گردید.

## واهان مامیکونیان
واهان مامیکونیان، پسر «هامازاسپ»، برادر وارتان، در حوالی ۴۴۰–۴۴۵ میلادی به دنیا آمد.
او پس از نبرد آوارایر، در حالی که کودکی بیش نبود، به همراه برادرانش، «واساک» و «آرتاشس»، به دربار ایران گروگان برده شد. پس از چندی، در هفدهمین سال پادشاهی یزدگرد (۴۵۵ میلادی)، بدخش (حاکم) گرجیان، که «آرشوشا دوم» نام داشت و شوهر خالهٔ واهان بود، از یزدگرد خواست واهان را آزاد کند. یزدگرد این درخواست را پذیرفت و واهان را آزاد ساخت.
واهان در زمان پادشاهی پیروز یکم در ارمنستان به کار گردآوری خراج کشور سرگرم بود اما می‌دید که بدخواهان او و بیش از همه شخصی آسوری به نام «وریو» می‌کوشد او را بدنام و پیروز شاه را نسبت به وی بدگمان سازد. به واهان تهمت می‌زدند که می‌خواهد تمام باج و خراج ارمنستان را بردارد و نزد قیصر روم یا پادشاه هون‌ها رود و برای شورش بر ضد دربار ایران سپاهی فراهم آورد. واهان طلای فراوان برگرفت، به دربار ایران رفت و آن را به شاه سپرد. پیروز با دیدن آن دریافت که واهان به وظیفه‌اش نیک عمل می‌کند و از زشت‌گویی بدخواهان آگاه شد.
واهان پیش تر از آن برای زدودن هر گونه شک و بدگمانی شاه و بزرگان دربار حتی از دین خود برگشته و آیین مزدیسنا را پذیرفته بود اما برگشتن او از آیین خود تأثیری بس آزار دهنده و کشنده بر وی گذاشت. او به عذاب وجدان دچار شد و گوشه نشینی اختیار کرد و شب و روز در اندیشه‌هایی آزارنده غوطه ور بود.
ناآرامی‌های ارمنستان در ۴۸۱ میلادی آغاز شد و تا ۴۸۴ میلادی ادامه یافت. پس از چندی پیروز بار دیگر به جنگ هپتالیان رفت و این بار نیز شکست خورد و همراه با پسرانش کشته شد (۴۸۴ میلادی). پس از پیروز، برادرش، بلاش، بر تخت شاهنشاهی ایران نشست و گفتگوهای صلح را با واهان آغاز کرد و در همان سال (۴۸۴ میلادی)، در روستای نوارساک، در نزدیکی ماکو، با واهان پیمان صلح بست. بر اساس این پیمان آتشکده‌های موجود در ارمنستان ویران و مقرر شد که دیگر آتشکده‌ای در این سرزمین ساخته نشود و مسیحیان بدون ترس از گرویدن اجباری به آیین زرتشتی در عمل به مراسم عبادی مسیحی آزاد باشند. بلاش، در پی «پیمان نوارساک» و با پیشنهاد بزرگان دربار ایران، مقام سپاهبدی و مرزبانی ارمنستان را به واهان مامیکونیان سپرد (۴۸۵ میلادی). واهان نیز ارمنستان را به خوبی اداره کرد، آرامش را در کشور برقرار ساخت و کلیساهای شهر آرتاشات را، که ویران شده بود، از نو بنا نهاد. کلیسای واغارشاپات مقدس را نیز نوسازی کرد. واهان در ۵۰۵ میلادی درگذشت.

## وارت مامیکونیان
وارت مامیکونیان برادر کوچک‌تر واهان مامیکونیان بود. هنگامی که (واهان، واساک و آرتاشس)، سه برادر وارت، به خواهش آرشوشا از دربار ایران آزاد شدند وارت کودکی خردسال بود که در استان تایک ارمنستان نزد دایه‌هایش پرورش می‌یافت. پس از چندی، وارت به دربار ساسانیان گروگان برده شد اما در ۴۸۲ میلادی از اسارات رهایی یافت و در کنار برادرش، واهان، با پیروز ساسانی جنگید. پس از آنکه بلاش ساسانی واهان را به مرزبانی ارمنستان گمارد، وارت از حدود ۴۸۷ میلادی سپاهبد ارمنستان شد. او در جنگ‌های ایران با بیزانس و نیز در گشودن شهر دیاربکر در ۵۰۳ میلادی با سپاه سوارهٔ ارمنستان شرکت کرد. وارت پس از مرگ واهان به سال ۵۰۵ میلادی به فرمان قباد یکم، به مرزبانی ارمنستان گمارده شد و تا ۵۰۹ میلادی، به مدت چهار سال، این مقام را در دست داشت. سپس، به اتهامی از کار برکنار شد و به دیار غربت رفت و در ۵۱۰ میلادی در همان‌جا درگذشت. خویشان او پیکرش را به ارمنستان آوردند و در تارون به خاک سپردند. پس از مرگ وارت مامیکونیان، پادشاهان ساسانی ادارهٔ ارمنستان را به مرزبانان پارسی سپردند.